# Teatro drammatico russo di Odessa
Il Teatro drammatico di Odessa, o in modo più completo Teatro drammatico accademico regionale di Odessa (in ucraino Одеський обласний академічний драматичний театр?), costruito nella seconda metà del XIX secolo a Odessa, è il teatro più antico dell'Ucraina meridionale.

## Storia

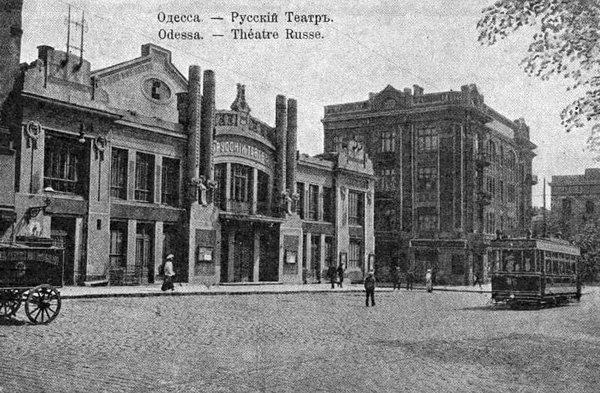
Immagine del teatro in un'immagine degli anni dieci del XX secolo

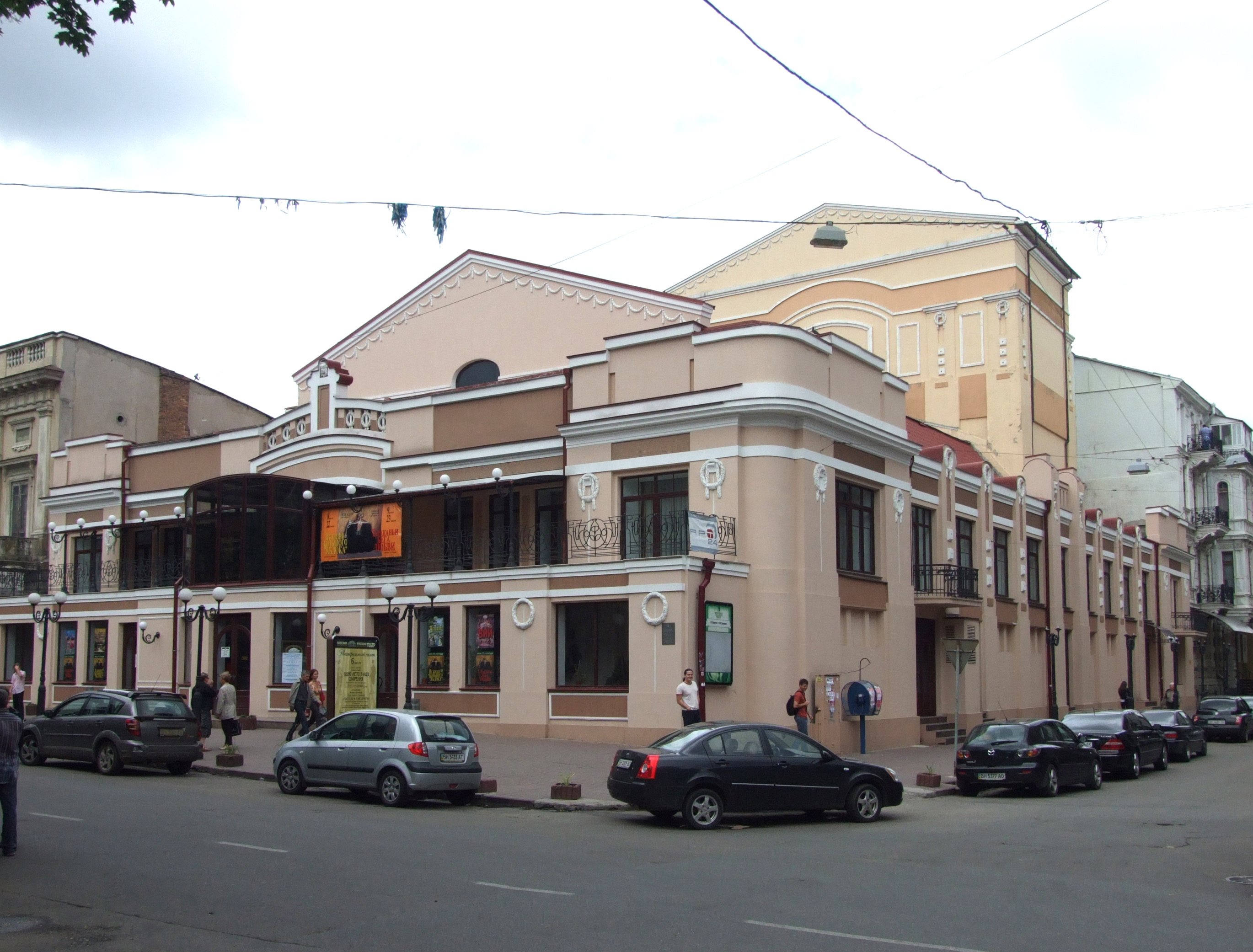
Prospetto principale e fianco destro dell'edificio del teatro

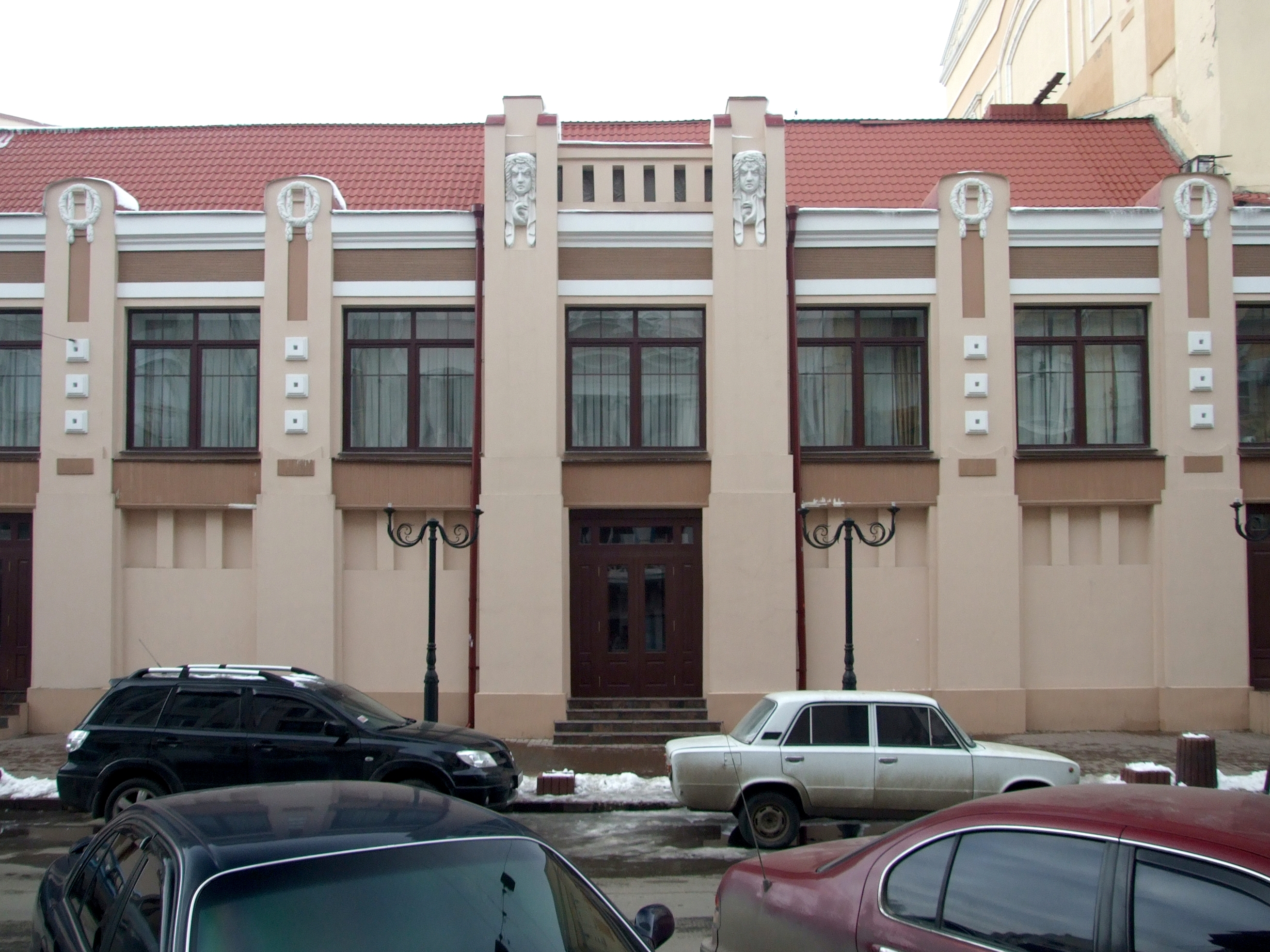
Fianco destro con ingresso laterale

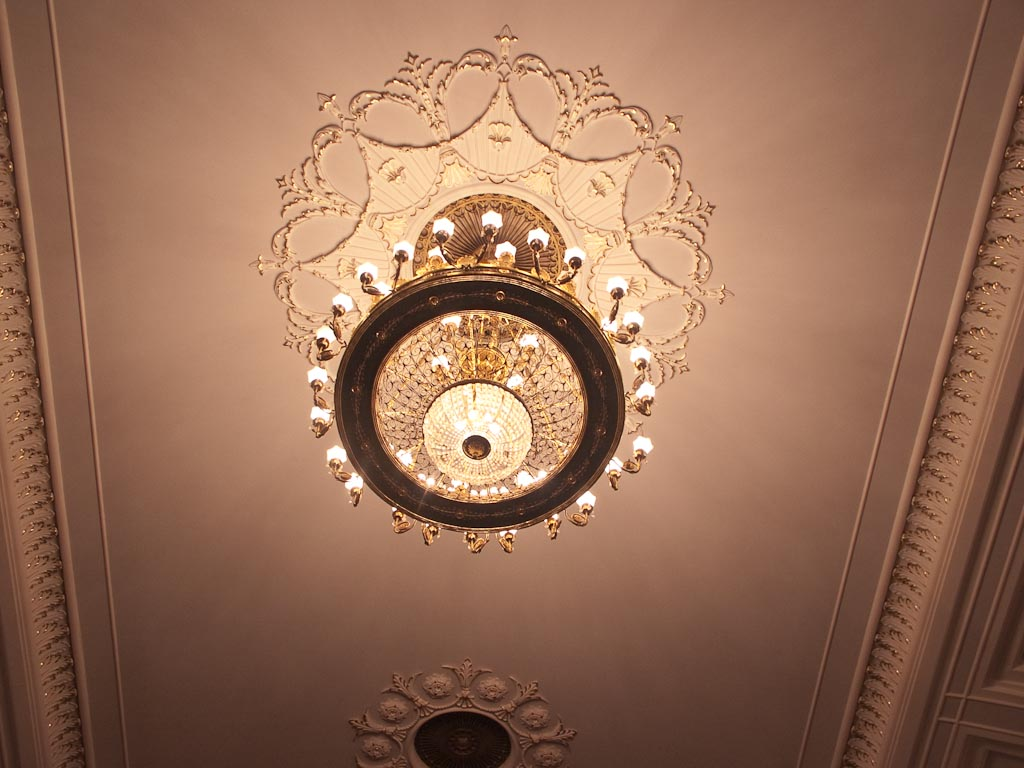
Lampadario all'interno del teatro

Edificato nel 1874 per iniziativa del ricco commerciante Alexander Velikanov sullo stesso sito dove si trovava il suo grande magazzino di grano che era stato distrutto da un incendio.
Fu all'inizio intitolato Teatro Velikanova ma quando un anno dopo fu venduto venne rinominato Teatro russo, e il nome rimase.

Nel 1926 l'edificio e l'ente teatrale divennero statali. In seguito il teatro venne anche chiamato teatro Ivanov e sulla sua scena salirono attori importanti come Michail Astangov, Darya Zerkalova e Vladimir Samoylov.
Tra i registi vi ha lavorato tra gli altri Vladimir Bortko.
Dopo la fine dell'Unione Sovietica ha conservato la tradizione degli spettacoli in lingua russa poi è stato chiuso vari anni per restauro quindi riaperto nel 2003.
Nel dicembre 2009 il teatro è stato dichiarato teatro accademico, titolo assegnato ai teatri più prestigiosi del Paese.
Dopo l'invasione russa dell'Ucraina del 2022 il teatro, come altri in Ucraina che avevano l'aggettivo russo nel nome, è stato reintitolato.

## Descrizione
Il teatro si trova a breve distanza dal porto di Odessa su via Gretska. La struttura, della fine del XIX secolo, anticipa lo stile modernista e la facciata  principale è suddivisa su due piani.